# Summer World University Games 2025/Teilnehmer (Bosnien und Herzegowina)
| Gelbes Symbol für Goldmedaillen mit stilisierten Olympischen Ringen | Graues Symbol für Silbermedaillen mit stilisierten Olympischen Ringen | Braundes Symbol für Bronzemedaillen mit stilisierten Olympischen Ringen |
| ------------------------------------------------------------------- | --------------------------------------------------------------------- | ----------------------------------------------------------------------- |
| —                                                                   | —                                                                     | —                                                                       |

Bosnien und Herzegowina nahm an den Summer World University Games 2025 vom 16. bis zum 27. Juli mit 9 Athleten (6 Männer und 3 Frauen) teil.

## Teilnehmer nach Sportarten

### Judo
Männer
- Mustafa Hebib

### Leichtathletik
| Männer - Jovan Rosić - Arian Milicija | Frauen - Maša Garić |

### Taekwondo
| Männer - Ibrahim Đonko - Muhamed Đonko - Erol Nuci | Frauen - Džejla Makaš - Katarina Kraišnik |